# Maxime Gillio
 (juin 2024).
Œuvres principales
- Bienvenue à Dunkerque (2007)
- L’Abattoir dans la dune (2008)
- Le Cimetière des morts qui chantent (2009)
- Anvers et damnation (2013)

Maxime Gillio est un écrivain français né en le 28 juin 1975 à Dunkerque.

## Biographie
Il a écrit aux éditions Ravet-Anceau, en 2007, Bienvenue à Dunkerque, qui lance les aventures d'un nouveau tandem policier, le capitaine Daciés morts qui chantent, est paru en avril 2009.
Il a écrit la première enquête de la détective Virginia Valmain, Les disparus de l'A 16, un récit policier raconté sur un ton parodique et décalé,.
En février 2011, Maxime Gillio augmente sa galerie de personnages en introduisant la première aventure de Jacques Baueur, surnommé le Goret parce qu'il va renifler en dessous des choses... et parce qu'il a l'impression d'être toujours entouré de truffes. La fracture de Coxyde est édité, une nouvelle fois, dans la collection « conars du Nord » des éditions Ravet-Anceau.
2012 semble être une année faste : c'est d'abord la parution, en janvier, de Batignolles Rhapsody, un polar aux éditions Krakoen. Stella Poliakov, jeune journaliste parisienne, enquête sur les meurtres de sosies du groupe de rock Queen. Ce roman sera republié, dans une version totalement retravaillées, aux éditions Pygmalion en 2021.
Il contribue ensuite au recueil caritatif Les auteurs du noir face à la différence, aux éditions Jigal. Un livre sur le thème de la différence, dont les droits d'auteur sont reversés à l'association Écoute ton Cœur. Maxime Gillio y livre une nouvelle  dans laquelle il se glisse dans la peau d'une fillette autiste.
En avril sort, aux éditions Sirius, Dunkerque, baie des anges. Le dernier volet de la tétralogie Dacié et Marquet, qui clôt le cycle entamé près de dix ans plus tôt.
En 2016, les éditions J'ai Lu ressortent Les Disparus de l'A16 en version poche. La même année, il sort également un roman noir historique, Rouge armé, aux éditions Ombres Noires.
En 2017, il publie chez Pygmalion un témoignage sur le parcours de sa fille autiste, Ma fille voulait mettre son doigt dans le nez des autres.
Toujours chez Pygmalion, l'année suivante, c'est l'écriture à quatre mains, avec Sophie Jomain, de la comédie policière Thérapie du crime.

## Publications
- L'Odyssée de Milo - Les Nouveaux Gardiens, Scrineo, 2023
- La Fantastique Ligue des Animaux Mégacools - Mission dodo, Auzou, 2022
- Cellule 24, Auzou, 2021
- Super-héros, tomes 1, 2 et 3, Flammarion jeunesse, 2019, 2020 et 2021
- Batignolles Rhapsody, éditions Pygmalion, 2021
- Pangolin Express (Orcus Morrigan), KDP, 2020
- Mais sinon, tout va bien ! (Max Deloy), HarperCollins, 2019 ; Kobo 2021
- Thérapie du crime (avec Sophie Jomain), Pygmalion, 2018 ; J'ai lu, 2019
- Ma fille voulait mettre son doigt dans le nez des autres, éditions Pygmalion, 2017
- Rouge armé, éditions Ombres Noires (Flammarion), 2016
- Manhattan Carnage (Gore-zombie-humour noir), L'Atelier Mosésu, 2014 : KDP, 2020
- www.grandméchantloup.com (jeunesse), Bobidule, 2013
- Anvers et damnation, L'Atelier Mosésu, 2013
- Dunkerque, baie des anges, éditions Sirius, 2012 : Kobo, 2021
- La Fracture de Coxyde, éditions Ravet-Anceau, 2011 ; L'Atelier Mosésu, 2017 ; Les éditions d'Avallon, 2023.
- Les Disparus de l'A16, éditions Ravet-Anceau, 2009 ; J'ai lu 2016
- Le Cimetière des morts qui chantent, éditions Ravet-Anceau, 2009 ; Kobo 2021
- Boucq et Dard, (avec François Boucq, Patrice Dard et Laurent Turpin), éditions Sangam, 2009
- L’Abattoir dans la dune, préface de Patrice Dard, éditions Ravet-Anceau, 2008 ; Kobo 2021
- Bienvenue à Dunkerque (réédition enrichie du Blues du Corsaire), éditions Ravet-Anceau, 2007 ; Kobo 2021
- Le Blues du Corsaire, éditions Le Manuscrit, 2005

Participation à des recueils de nouvelles
- À nos amours, bordel !, l'eXquise édition, 2014
- Les Aventures du Concierge Masqué - L'Exquise Nouvelle saison 3, l'eXquise édition, 2013
- Les Sept Petits Nègres - L'Exquise Nouvelle saison 2, éditions In Octavo, 2013
- Santé !, l'atelier Mosésu, 2013
- Les Auteurs du Noir face à la différence, Jigal, 2012
- L'Exquise Nouvelle, La Madolière, 2011
- Des nouvelles de Coudekerque-Branche, éditions Ravet-Anceau, 2010

## Prix et distinctions
- Prix des incorruptibles 2024 catégorie CM2/6e pour Cellule 24 : collégien le jour, espion la nuit[10]